# Legionslager Albing

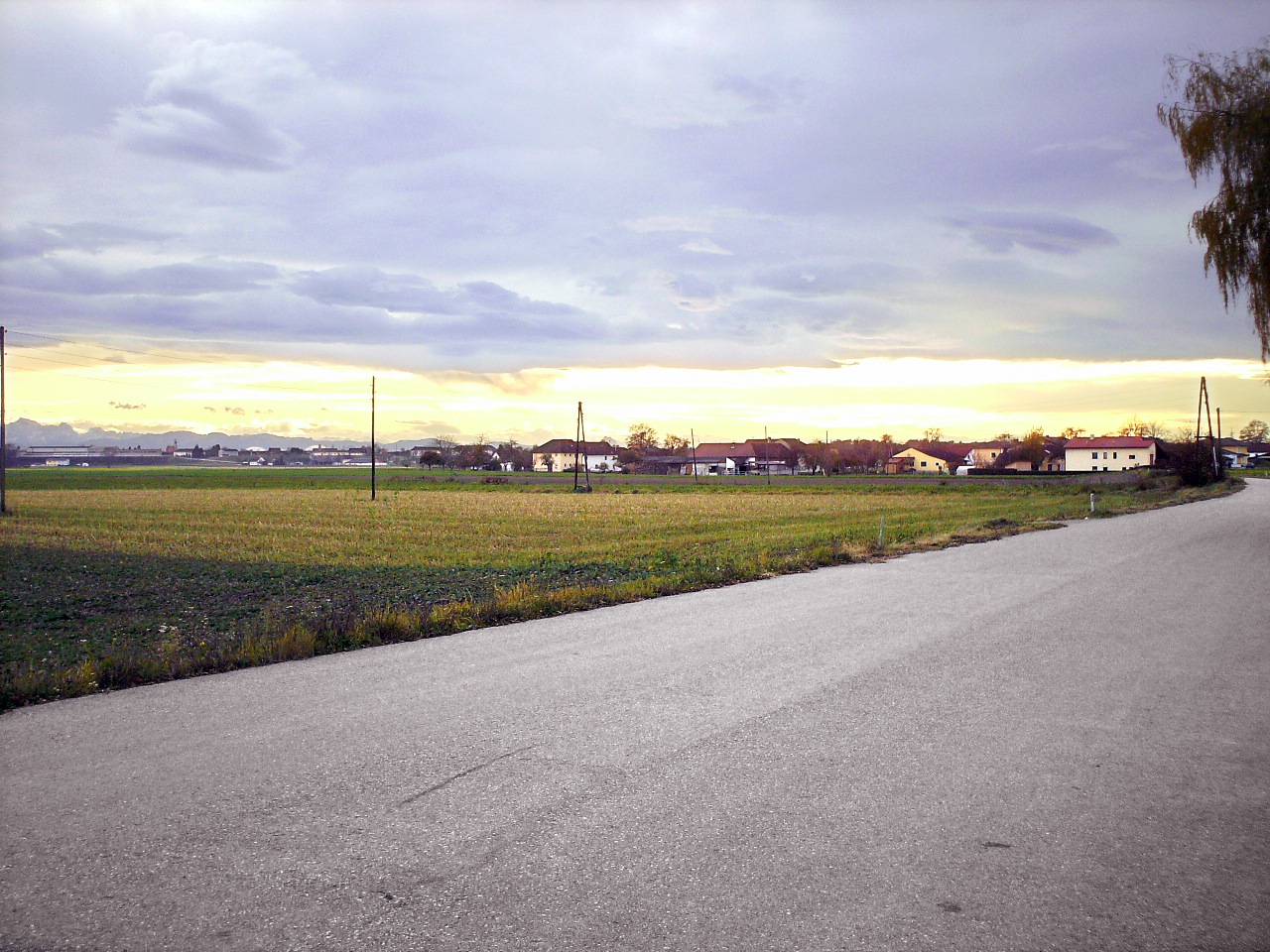
Areal des Legionslagers, Blick aus Nordost (2010)

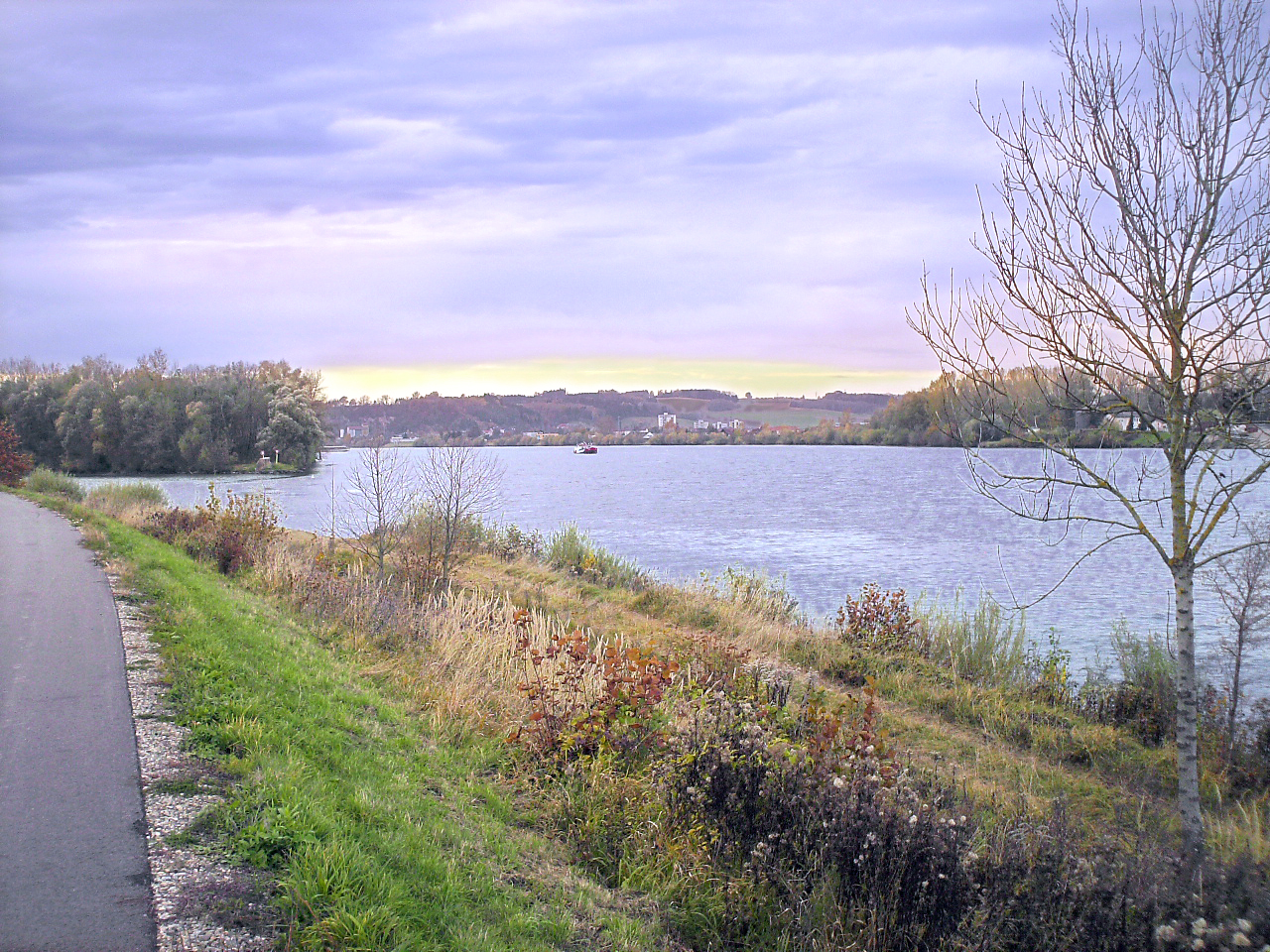
Die Donau bei Albing, links oben die Einmündung des Altarms der heute die NO-Ecke des Lagers überdeckt

Grundrisse der Toranlagen von Albing

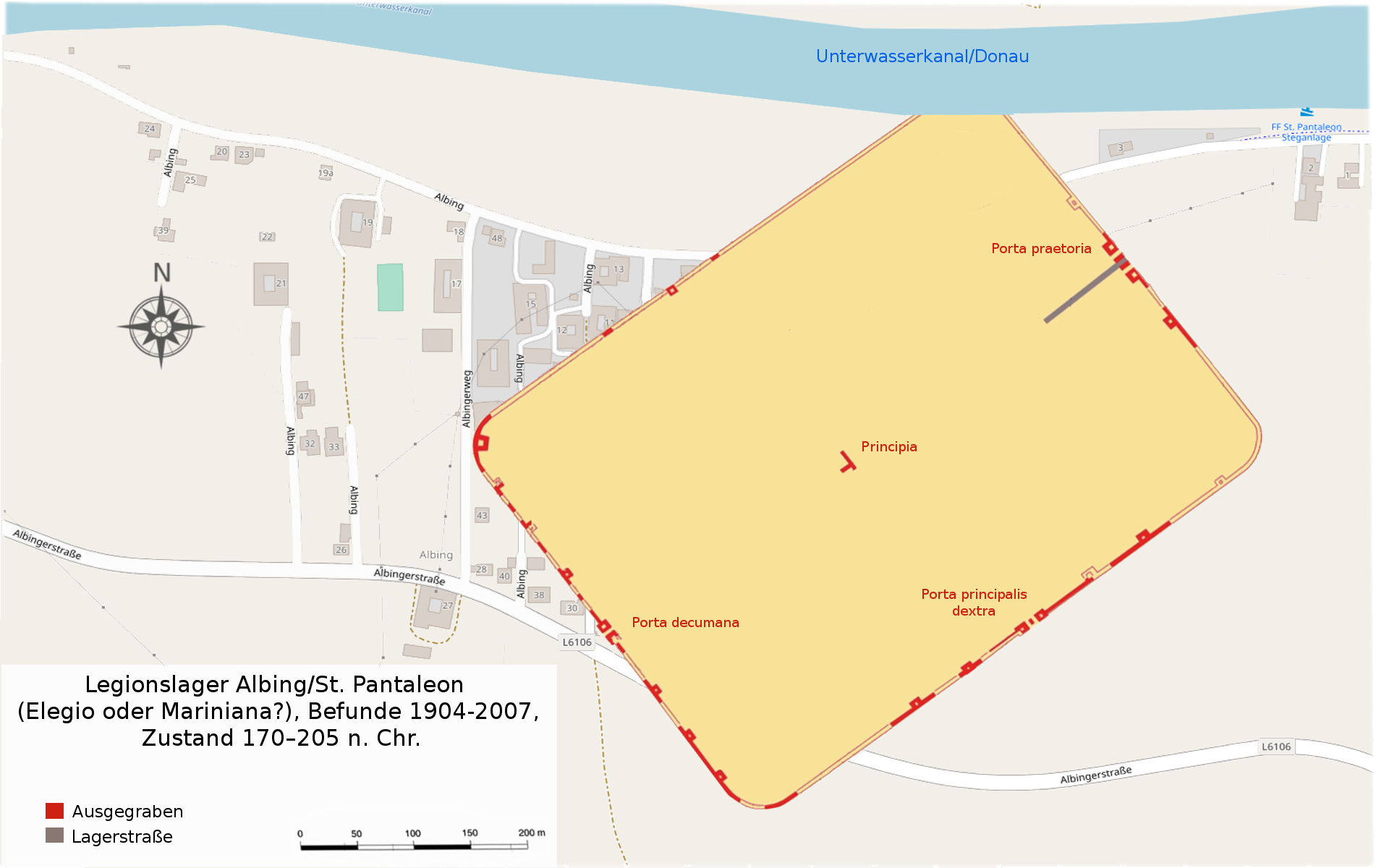
Befundplan des Legionslagers, 1904–2007

Rekonstruktionsversuch der Porta Praetoria des Kastell Pfünz, so ähnlich könnte auch die Porta Principales Dextra (Osttor) des Lagers von Albing geplant gewesen sein

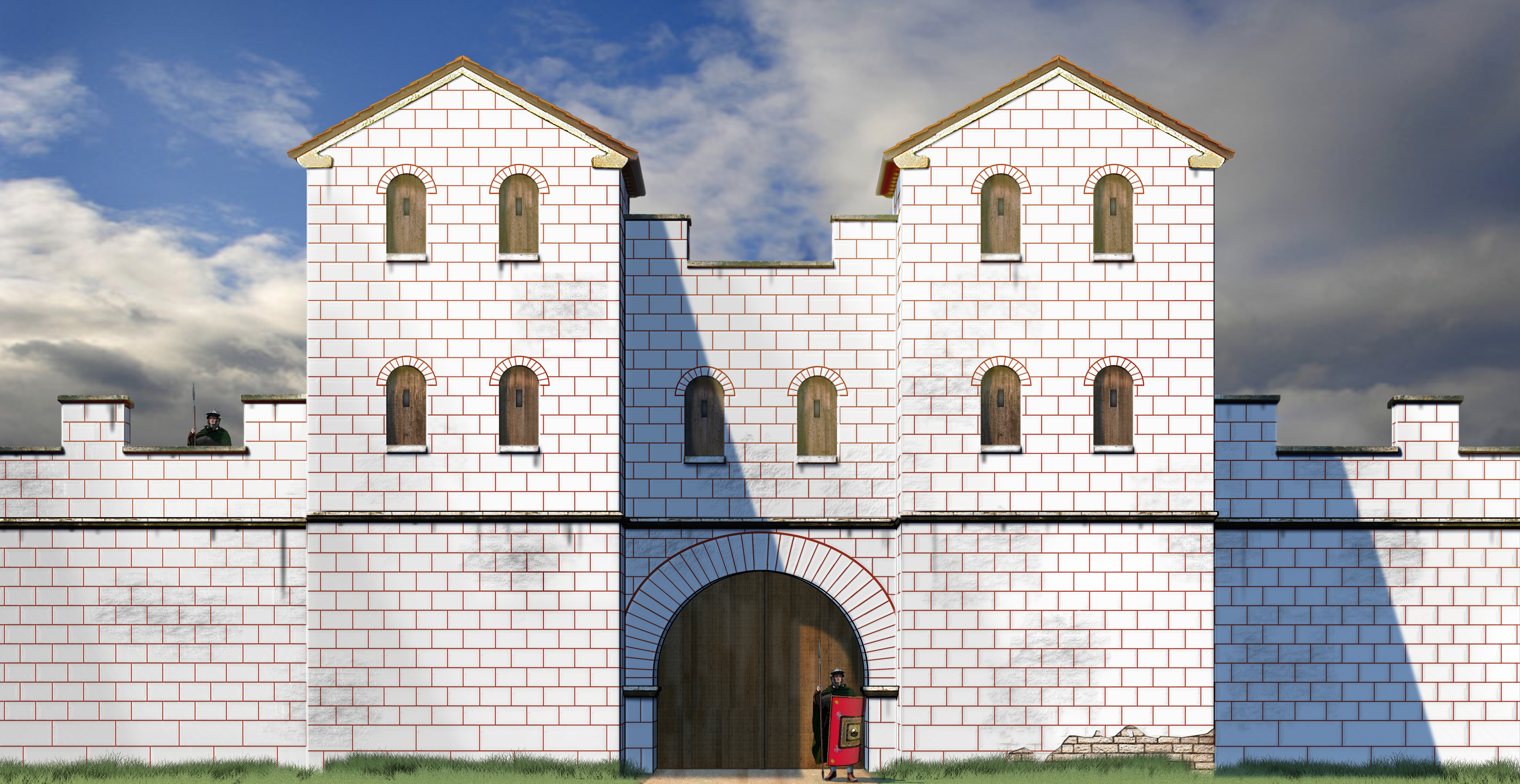
Rekonstruktionsversuch des Nordtores von Favianis, so könnte auch die Porta Decumana des Lagers von Albing geplant gewesen sein

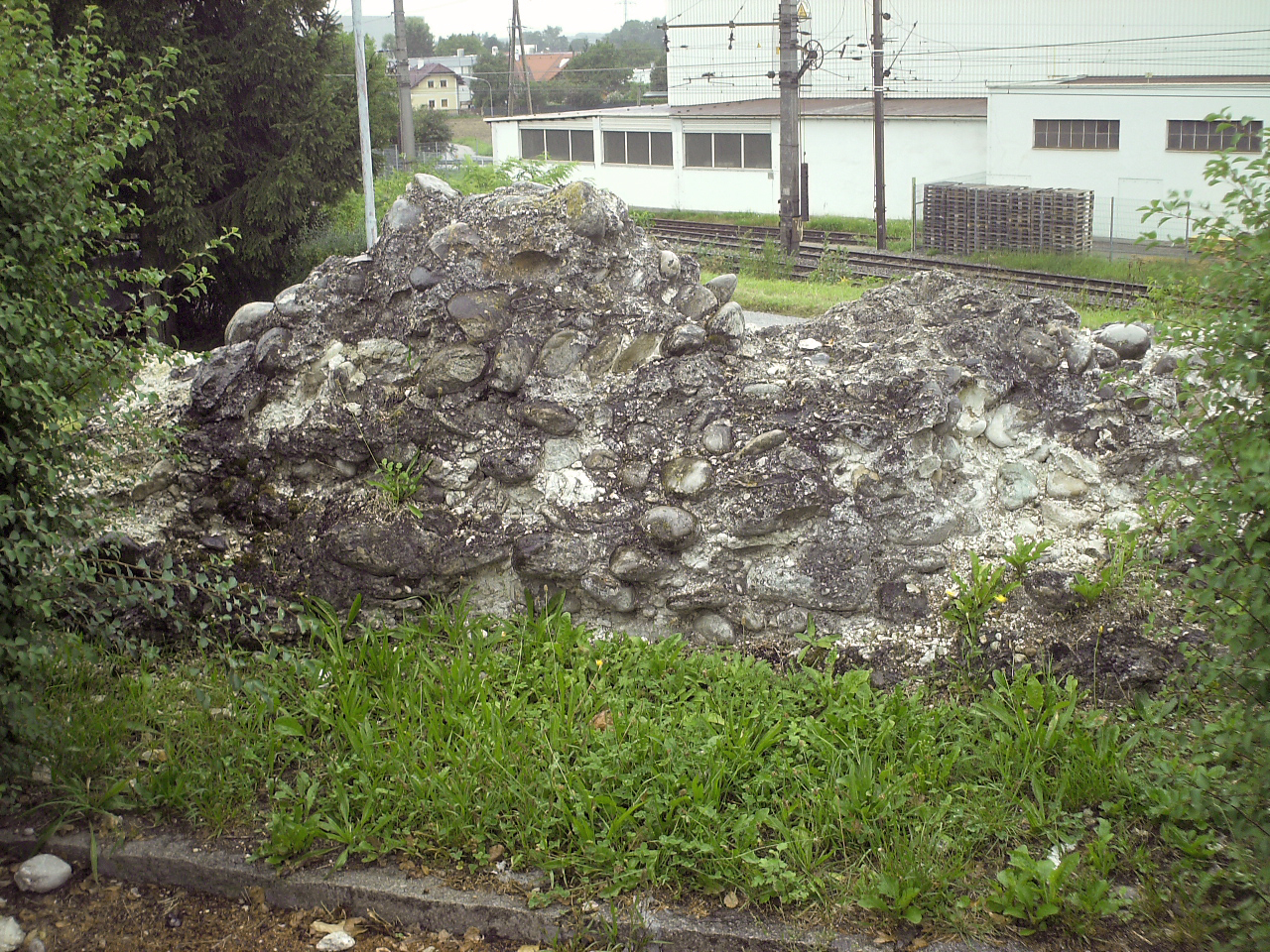
Konglomerat der Albinger Kastellmauer

Das Legionslager Albing war Stützpunkt einer römischen Legion und einer Reitereinheit am Limes Noricus in Österreich, Bundesland Niederösterreich, Bezirk Amstetten, Gemeinde St. Pantaleon-Erla/Ortsteil Albing. Das Bodendenkmal ist seit 2021 Bestandteil des zum UNESCO-Weltkulturerbe erhobenen Donaulimes.
Als Hauptquartier der neu aufgestellten Legio II Italica war es für kurze Zeit militärisches und politisches Machtzentrum der Provinz Noricum sowie Sitz des Legatus Augusti pro praetore provinciae Norici, des Statthalters und Befehlshabers der Legion. Es ist das größte bekannte römische Kastell in Österreich. Die Befestigung wurde jedoch schon kurz vor ihrer Fertigstellung wieder aufgegeben, da die Legion in das günstiger gelegene Lager Lauriacum beim heutigen Enns verlegt wurde.

## Name
Der antike Name des Lagers ist unbekannt. Die Versuche einer Identifizierung mit Mariniainum, Elegio (evtl. von e(x) legio(ne)) (Tabula Peutingeriana Segmentum III/5) oder Claudivium (Claudius Ptolemäus 2, 13) sind wissenschaftlich nicht beweisbar. Möglicherweise wurde es auch einfach nur als Legio (d. h. bei der Legion) bezeichnet wie auch andere Lager im Imperium wie zum Beispiel León, der Standort der Legio VII Gemina in Spanien. Die heutigen Orts- und Flurnamen wie zum Beispiel Marksee, Moosmühle lassen auf frühere großflächige Versumpfungen in der Umgebung schließen.

## Lage
Die Fundstelle liegt etwa zwei Kilometer östlich der heutigen Mündung der Enns und befindet sich etwas abseits der Limesstraße auf einer leicht erhöhten Terrasse, die in der mittleren Kaiserzeit von Donauarmen und sumpfigen Niederungen umgeben war. Maximilian von Groller-Mildensee vermerkte Anfang des 20. Jahrhunderts in seinem Grabungsbericht, dass nur wenige hundert Schritte landeinwärts noch Schotterlagen unter dem Humus lagen und verwies dabei auch auf Spuren von – heute verlandeten – Seitenarmen der Donau um das Kastellareal. Er nahm an, dass das Lager in der Antike noch auf einer Art Schwemmschotterinsel gelegen haben könnte oder teilweise von Donauarmen umflossen war, da keine Wehrgräben nachgewiesen werden konnten.

## Forschungsgeschichte
Nachdem bereits um 1900 römerzeitliche Mauern und Funde (Münzen, Ziegelstempel) zutage gekommen waren, berichtete E. Schmidel 1902 (nach Versuchsgrabungen) über die Entdeckung von Resten einer Mauer, die sich über einen Kilometer entlang der Straße von Enns nach St. Pantaleon hinzog. Die ersten wissenschaftlichen Ausgrabungen fanden Anfang des 20. Jahrhunderts statt. Oberst Maximilian von Groller-Mildensee und Maximilian Nistler untersuchten große Teilbereiche der Befestigungen.
In den Jahren 1904 bis 1905 wurden, in Verbindung mit den Grabungen in Lauriacum, die Umfassungsmauer, drei Toranlagen und einige Türme freigelegt oder angeschnitten sowie deren Lage durch Sondierungen festgestellt. Dadurch gelang es auch, den Gesamtumfang des Lagers genau zu bestimmen. In den letzten Tagen der Ausgrabung wurde an der Schnittstelle der angenommenen Straßen römerzeitliches Mauerwerk angegraben, aus dessen Schutt Ziegelstempel der legio II Italica geborgen werden konnten.
Im Jahre 1985 dokumentierte Erwin M. Ruprechtsberger bei Bauarbeiten Fundamente der Kastellmauer in 1,3 bis 1,5 m Tiefe. Die durch Kalkmörtel verbundenen Geschiebesteine des Mauerwerkes verliefen in südwest-nordöstlicher Richtung und saßen auf einer Lage Kieselsteine auf. Man kam dabei zu dem Schluss, dass das Lager nie vollendet wurde. Man stieß teilweise auf nur halbfertige Fundamente, das Lager wurde scheinbar noch vor Fertigstellung der Ringmauer aufgegeben. Auch konnten keine Kleinfunde gemacht werden, auf diesen Umstand hatte schon Max von Groller hingewiesen. Jener Teil der Mauer, der durch die Baugrube verlief, wurde geborgen und beim Sportplatz der Hauptschule 1 in Enns aufgestellt.
Auf einem benachbarten Grundstück wurde beim Bau eines Hauses die Mauer wieder in 2,5 m Tiefe beobachtet, genau an der Stelle, wo schon Groller deren Verlauf zuletzt in einer von ihm als fundleer beurteilten Überschwemmungszone angetroffen hatte. Die Abbruchkante entspricht dem Verlauf der Straße, die am Donaualtarm entlangführt.
Eine Anrainerin wies die Archäologen 2006 auf einen bewuchsarmen Streifen in den umliegenden Feldern hin (sogenannter Hitzeriegel), der – wie sich später bei einer Nachgrabung herausstellte – den Verlauf der Kastellmauer und die Position eines Zwischenturmes markierte. Ebenfalls 2006 wurden im Rahmen einer Baumaßnahme Teile der Porta decumana (Südwesttor) des Lagers freigelegt.
Im Folgejahr, 2007, fanden Grabungen im Bereich des Stabsgebäudes (principia) statt, bei denen die unfertigen Grundmauern sowie Spuren von nicht beendeten Bautätigkeiten (zwei Mörtelwannen) nachgewiesen wurden. Von 2008 bis 2014 lief schließlich ein Forschungsprojekt des Österreichischen Archäologischen Instituts in Kooperation mit dem Bundesdenkmalamt, bei dem alle Flächen des Lagers, die für die Begehung zugänglich waren, geophysikalisch untersucht wurden. Dabei wurde flächendeckend (auf 21,1 Hektar) Geomagnetik und an besonders aussagekräftigen Stellen (Befestigung und Stabsgebäude, insgesamt 4,2 Hektar) auch Georadar eingesetzt. Die Ergebnisse dieser Forschungen legte Stefan Groh 2018 in einer Monographie zu den drei Legionslagern der Legio II Italica (Ločica, Lauriacum und Albing) vor. Dabei kam er zu dem Ergebnis, dass die bisherige Chronologie der Lager zu korrigieren ist und das Legionslager Albing nicht vor Lauriacum in den 170er Jahren errichtet wurde, sondern aus den 210er Jahren stammt und als Ersatz für Lauriacum geplant, dann aber nicht fertiggestellt wurde. Seine Ergebnisse fanden Zustimmung in der Forschung.
Erneute Baumaßnahmen führten 2016 und 2017 zu weiteren archäologischen Untersuchungen, bei denen ein weiterer Zwischenturm der Lagermauer freigelegt wurde. Von diesem Turm ausgehend wurde noch ein 34 Meter langer Streifen ins Lagerinnere aufgedeckt, in dem sich jedoch keinerlei archäologische Spuren, sondern nur gewachsener Boden fanden. Das 2017 etwa zehn Kilometer östlich von Enns in St. Pantaleon (Niederösterreich) im Ortsteil Stein entdeckte Kohortenkastell existierte schon seit Mitte des 1. Jahrhunderts und bewies, dass die Region schon kurz nach der römischen Eroberung militärisch erschlossen wurde.

## Entwicklung
Die Legio II Italica wurde um 165 n. Chr. von Kaiser Mark Aurel zur Verstärkung der Donauarmee gegen die Markomannen ausgehoben und war die erste in Noricum stationierte Legion seit Eingliederung der Provinz in das Imperium Romanum unter Claudius. Um 170 n. Chr. wurde sie im Zuge der Markomannenkriege an die norische Donaugrenze verlegt, wo die Soldaten bei Albing mit dem Bau des Lagers begannen. Möglicherweise stand hier schon seit dem 2. Jahrhundert ein Auxiliarkastell. Ein großer Teil der markomannischen Invasoren, die durch das Tal der Aist in den Süden vorgedrungen waren, hatte wahrscheinlich an dieser Stelle die Donau überschritten. Die dauerhafte Stationierung einer Legion in Noricum brachte für die Provinz tiefgreifende Veränderungen. Die bedeutendste war sicher die Übernahme der Agenden eines Statthalters durch den Legionslegaten.
Das Lager konnte allerdings nur wenige Jahre genutzt werden. Als wiederholt verheerende Überschwemmungen auftraten, war die Verlegung der Legion nach Lauriacum wohl unumgänglich geworden. Der Grund hierfür dürfte eine ab dem späten 2. Jahrhundert einsetzende Klimaveränderung gewesen sein, die zur Zunahme solcher Hochwasserkatastrophen, damit unweigerlich auch zu einem kontinuierlichen Anstieg des Grundwasserspiegels und einem Rückstau der Enns führte. Ob das Albinger Lager aber tatsächlich nur wegen der Hochwassergefahr verlassen wurde, ist von der Forschung noch nicht befriedigend geklärt worden. Auch das Legionslager von Regensburg wurde auf hydrologisch ungünstigem Terrain angelegt. Den Ingenieuren jener Zeit standen aber durchaus wirksame technische Möglichkeiten zur Verfügung, um das Areal trotzdem bebaubar zu machen, im Fall von Regensburg durch Aufschüttung einer 1,10 m hohen Kiesterrasse. Dennoch könnte es in einer regenreichen Jahreszeit zu einer teilweisen Unterspülung des Uferbereiches gekommen sein, die das Lager zwar noch nicht unmittelbar bedrohte, für die nähere Zukunft aber permanent die Gefahr einer Unterspülung und Abrutschung eines Teils des Lagerareals gegeben war. Dies konnte bei mehreren Kastellen am norischen Limes beobachtet werden. Den Grabungsberichten Max von Grollers ist jedenfalls zu entnehmen, dass das Lager schon vor Beendigung der Bauarbeiten wieder aufgegeben worden sein könnte:
- Am Südwest- und am Südosttor konnte keine Straßenschotterung nachgewiesen werden,[18]
- das Grabensystem und die für Militärlager dieser Zeit obligatorische innere Erdrampe (Wehrgang) fehlten,[19]
- abgesehen von ein paar gestempelten Ziegeln und einer Gürtelschnalle konnten kaum Kleinfunde geborgen werden und
- auf den Luftaufnahmen sind zwar Mauern und Türme deutlich erkennbar, aber – außer den Resten des Kommandogebäudes – keinerlei Spuren von weiteren Innenbauten.

Hannsjörg Ubl hält es auch für möglich, dass der Befehl zur Errichtung eines Verwaltungszentrums für die Provinz, das heißt also auch einer größeren Zivilsiedlung, erst zu einem späteren Zeitpunkt erteilt wurde, dafür war die Lage Albings in der Ebene am Abfall der Strengberge nicht geeignet. Letztendlich dürften auch das Zusammenlaufen der Straßenverbindungen bei Lauriacum, die Voraussetzungen für die Errichtung eines Donauhafens an der Ennsmündung oder vielleicht auch günstigere religiöse Vorzeichen ausschlaggebend für die neuerliche Verlegung der Legion gewesen sein. In der Aufbauphase konnten die beiden Lager auch einige Zeit nebeneinander existiert haben.
Der Baubeginn des neuen Lagers bei Enns ist für die Jahre um 190 n. Chr. anzusetzen, die Legio II Italica rückte spätestens nach Fertigstellung der Infrastruktur zwischen 201 und 205 n. Chr. dort ein. Möglicherweise lebte aber Mitte des 4. Jahrhunderts die Bautätigkeit im Albinger Lagerbereich wieder auf, da dort unter anderem das Vorhandensein einer Ziegelei nachgewiesen werden konnte. Herma Stiglitz glaubt (im Zusammenhang mit aufgefundenen Ziegelstempeln), dass zu dieser Zeit dort auch eine kleinere Befestigung existierte. Beim Bau des Unterwasserkanals (1859) wurden zudem Gräber aus dem 4. Jahrhundert beobachtet.
Aufgabe der Besatzung war vor allem die Kontrolle von Fernstraßen, die aus dem Tal der Aist in Richtung Süden führten und dort auf weitere Ost-West-Verbindungen trafen. Die Nähe zur Traunmündung ermöglichte den Anschluss an weitere wichtige Römerstraßen.

## Kastell
Die etwa 23,3 Hektar große Legionsfestung ist mit der von Locia/Lotschitz im heutigen Slowenien vergleichbar. Albing war somit noch erheblich größer als die Lager von Lauriacum (21,4 ha) und Carnuntum (ca. 17 ha).
Bei den Grabungen 1904/1905 konnten nur Teile der Wehrmauer aufgedeckt werden. Die Nordecke und fast die Hälfte der Nordwestfront des Areals wurden im Laufe der Jahrhunderte vom Strom abgeschwemmt. Der Grundriss des Lagers bildete ein langgestrecktes, mit seiner Prätorialfront nach Südwest-Nordost ausgerichtetes Rechteck und lag mit seiner Längsseite entgegen der Fließrichtung der Donau. Etwa 40 Meter nördlich des Haupttores konnte ein heute verlandeter Donauarm nachgewiesen werden, davor stellte man eine Geländekante von sechs bis acht Metern fest.
Die Strukturen der Kastellmauer mit ihren zahlreichen Eck- und Zwischentürmen zeichnen sich noch deutlich in den Feldern ab und sind besonders auf Luftaufnahmen gut zu erkennen. Die nur in einzelnen Abschnitten vorgenommenen Ausgrabungen deckten insgesamt drei Toranlagen und einige der innen angesetzten Zwischentürme, die unterschiedlich weit aus der Mauerflucht zurücktraten, auf. Der Verlauf der Lagerhauptstraße, der Via praetoria, konnte auf einer Länge von 80 Metern verfolgt werden. Die westliche Lagerecke war durch einen trapezförmigen Turm verstärkt; hier hatte die Lagermauer eine Breite von 3,10 Metern.
Zusammenfassend ergibt die Rekonstruktion ein rechteckiges Lager mit einer Flächenausnutzung von 568 × 412 Metern, vier Toranlagen und bis zu 28 Zwischentürmen. Der Befund zeigt zudem die für römische Lager dieser Zeit typische Abrundung (Halbmesser 34 m) an den Ecken (Spielkartenform, westliche und südliche Ecke wurden ergraben).

### Kastellmauer
Die auf Rollschotter gesetzte 1,80 und 3,15 Meter dicke Mauer besteht vor allem aus Bruchsteinen und Flusskieseln, stellenweise befanden sich auch Fragmente von Holzpfählen im Gussmörtelkern. Da sie meist nur mehr etwa 80 Zentimeter hoch erhalten war, deutete Groller sie zunächst lediglich als Steinsockelfundamentierung, auf der eine Mauer aus vergänglicherem Baumaterial aufgesetzt war. Die Fundamente wurden abschnittsweise an allen vier Seiten ergraben. Die Dicke der Umfassungsmauern variiert stark, sie waren im Nordosten ca. 3, im Südwesten aber nur etwa 1,8 Meter stark.
- Die südwestliche Mauer (Decumana) hat ebenfalls eine Stärke von 1,8 Metern und konnte fast zur Gänze aufgedeckt werden,
- die nordöstliche, die Prätorialfront, hat eine Stärke von 3,00–3,15 Metern,
- die südöstliche Mauer wurde mit ihrer Stärke von bis zu 2,95 Meter teilweise ergraben, ist aber ansonsten nur durch Sondierungen bekannt,
- der nordwestliche Abschnitt wurde ebenfalls an zwei Stellen nur durch Sondierungen zwischen Häusergruppen erkannt.

Bei Nachgrabungen im Bereich der Lagermauer stellte man zwischen 1985 und 1987 fest, dass sie nie fertiggestellt bzw. erst gar nicht mit ihrem Aufbau begonnen worden war. Man stieß oft nur auf gestampfte und mit Gußmörtel gebundene Steinlagen des Fundaments.

### Tore, Türme und Innenbauten
An den Schmalseiten wurden bis zu sechs Zwischentürme beobachtet, jeweils drei an beiden Seiten des Tores, an den Langseiten acht und je vier an beiden Seiten der Tore. Sie lagen genau an der Mauerflucht und hatten einen quadratischen Grundriss und eine Seitenlänge von 3,55 bis 3,70 Metern (Mauerstärke 1,80 m). Sie kragen ganz oder weitgehend nach innen vor. Neben den 18 gesicherten Zwischentürmen wurde im Nordwesten ein trapezförmiger Eckturm mit einer Mauerstärke von ca. 3,1 Metern ergraben, sein Gegenstück im Süden wurde durch Sondierungen lokalisiert. Die Fundamente der Türme Nr. IX, X und XII an der südöstlichen Lagermauer wurden auf Piloten errichtet. Der Turm XII stand auf einer 0,80 Meter dicken Platte aus ungewöhnlich hartem Gussbeton. Auf den Parzellen 884 und 889 in St. Pantaleon wurde in der Mitte des Grabungsschnittes ebenfalls ein Zwischenturm erfasst. Die Mauern dieses quadratischen Turmes, der nur 0,6 Meter an der Innenmauer vorsprang, waren 2,1 Meter stark. Es konnten keine Baufugen beobachtet werden.
Alle drei bisher freigelegten Tore hatten (trotz einiger kleiner Unterschiede) dasselbe Grundrissschema. Außer der porta praetoria lagen die übrigen Tore nicht an geschotterten oder gepflasterten Durchfahrtsstraßen.
Die Porta praetoria (Haupttor) ist außergewöhnlich breit (37,65 m) und hatte insgesamt drei Durchfahrten. Die Mauerstärken betrugen meist um drei Meter, nur die Innenseite der Tortürme war lediglich zwei Meter breit. Die Grundrisse der knapp vorspringenden Tortürme sind fast quadratisch (etwa 10 × 9,50 m), die mittlere Durchfahrt war 4,50 Meter, die beiden seitlichen je 3,50 Meter breit. Das Torhaus war sowohl an der Außenseite als auch an der Innenseite des Tores mit den Flankentürmen bündig. Die mittlere, geschotterte Durchfahrt des Tores konnte noch bis zu 80 Meter ins Lagerinnere verfolgt werden.
Die Porta decumana (Südwesttor) hatte nur einen einzigen Durchgang und den gleichen Vorsprung der Flankentürme wie die Porta Principalis Dextra. Ob der Torbogen in der Front der Türme oder zurückgesetzt lag, war nicht mehr zu erkennen. Es wurde auf einer Fläche von 24 m × 16 m untersucht. Die aufgehenden Mauern waren nur 0,8 Meter hoch erhalten. Der westliche Torturm (9 m × 8,6 m) und die anschließende Lagermauer von 2 bis 2,5 Meter Stärke wurden ebenfalls freigelegt. In der Durchfahrt (Breite 3,3 m) konnten allerdings keine Spuren einer Schwelle oder einer Straße festgestellt werden, wie sie aus den Befunden der Porta praetoria bekannt sind.
Die doppeltorige Porta principalis dextra (Südosttor) hatte zwei quadratische Flankentürme, die um 2,60 m vorsprangen, während die Torbögen um knapp zwei Meter gegenüber der Mauerflucht zurücktraten. Ihre Durchfahrten wiesen unterschiedliche Breitenmaße auf: 4,10 und 3,90 Meter. Der Torbau war ebenfalls auf Piloten errichtet worden. Die Pfosten steckten in einer bis zu 80 Zentimeter starken Gussmörtelplatte, die unter dem Mauerwerk auf sandigem Boden und einer Schotterschicht lag. Abdrücke der Piloten zeigten, dass sie aus ungespaltenen Stämmen mit bis zu 15 Zentimetern Durchmesser gewonnen wurden, deren Äste nur grob abgehackt worden waren. Die Nähe eines Donauseitenarmes im Südosten des Lagers war wahrscheinlich der Grund für diese aufwendige Fundamentierung.
Die Position der Porta principalis sinistra ist nur durch Sondierungen bekannt.
Man nimmt an, dass die Festung wegen kaum nachweisbarer Spuren einer Innenbebauung nie ganz fertiggestellt wurde. In der Lagermitte konnten nur einige wenige Gebäudereste beobachtet werden, bei einem handelte es sich vermutlich um eine Mauerecke der Principia.

## Garnison
Als Garnisonstruppe sind vor allem die Legio II Italica, aber auch eine Reitereinheit, die Ala Antoniniana, bekannt. Im Allgemeinen ist Albing als erster Standort der II. Italica an der Donaugrenze unbestritten. Aufgrund der etwas größeren Fläche des Lagerareals (23,3 ha) im Gegensatz zum Lager bei Enns (21,5 ha) nimmt man an, dass die Reitertruppe zusammen mit den Legionären in Albing kaserniert werden sollte. Deren Präfekt besiegte angeblich den Naristenhäuptling Valao in einem Zweikampf. Nach dem Umzug ins Lager Lauriacum scheint die ala entweder aufgelöst oder verlegt worden zu sein.

## Militärziegelei

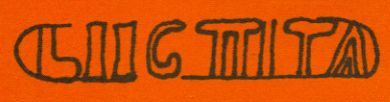
Ziegelstempel der Legio II Italica aus Albing

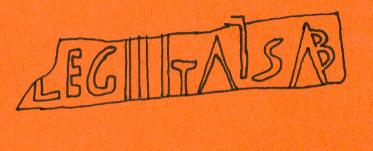
Ziegelstempel vom Ziegelfeld, gefunden 1964, Kombinationsaufdruck LEGIIITALSAB

Im Jahre 1964 wurde in der Gemeinde Sankt Pantaleon-Erla, Ortsteil Ziegelfeld, ein römischer Ziegelbrennofen ausgegraben. Schon in früheren Jahren wurden an der Erla antike Ziegel gefunden. Auch der Name der Flur, Ziegelfeld, geht auf diese Funde zurück. Bei Regulierungsarbeiten wurden einige Meter über dem Flusslauf, an der westlichen Uferböschung, die Reste eines antiken Ziegelofens angeschnitten und dem Archäologen Gustav Melzer gemeldet.
Die anschließend durchgeführte Notgrabung wurde von Gustav Melzer und Herma Stiglitz geleitet und dokumentiert. Der Befund war bei ihrem Eintreffen durch die Baggerarbeiten schon weitgehend zerstört, vorhanden war nur noch der Unterbau mit dem Gewölbeansatz der Feuerung. Die Ofenwände bestanden aus Bruchsteinen, Lehmmaterial und Ziegeln. Die sieben Meter lange und 2,6 bis 6,5 Meter breite Anlage war nach Nord-Süd orientiert und die Beschickungsöffnung talwärts gegen Norden ausgerichtet. Die ursprüngliche Höhe wurde auf 1,3 Meter geschätzt. Gut erkennbar war noch die Y-förmige Brennkammer (Systematik II 3c nach Ronald Risy), die direkt in den anstehenden Lehmboden gesetzt worden war, der im Umkreis noch deutliche Hitzespuren aufwies.
Die vor Ort aufgefundenen Ziegel trugen Stempel einer privat betriebenen Ziegelei, der Figlina Sabiniana, aber auch die der Legio II Italica. Auch Kombinationen beider Stempeltypen (LEG II ITAL SAB) wurden geborgen. Vermutlich wurde die Ziegelei im 4. Jahrhundert ganz von der Legion in Lauriacum übernommen.

## Museum
Das 1892 gegründete Museum Lauriacum ist im Alten Rathaus am Hauptplatz von Enns untergebracht. Die umfangreiche Sammlung römerzeitlicher Fundstücke wird in mehreren Schauräumen präsentiert, beginnend mit den Funden aus den beiden Legionslagern. Hinter der Hauptschule 1 in Enns ist ein Konglomeratfragment aus der Albinger Kastellmauer aufgestellt und allgemein zugänglich.

## Denkmalschutz
Die Anlagen sind Bodendenkmäler im Sinne des Denkmalschutzgesetzes. Nachforschungen und gezieltes Sammeln von Funden ohne Genehmigung des Bundesdenkmalamtes stellen eine strafbare Handlung dar. Zufällige Funde archäologischer Objekte (Keramik, Metall, Knochen etc.) sowie alle in den Boden eingreifenden Maßnahmen sind dem Bundesdenkmalamt (Abteilung für Bodendenkmale) zu melden.